# Ulrich von Knebel
Ulrich von Knebel (* 1960) ist ein deutscher Erziehungswissenschaftler.

## Leben
Von 1982 bis 1987 studierte für das Lehramt für Sonderpädagogik an der Universität Hannover mit den Fachrichtungen Sprachbehindertenpädagogik und Lernbehindertenpädagogik sowie den Unterrichtsfächern Biologie und Deutsch und von 1986 bis 1988 Diplom-Pädagogik an der Universität Hannover mit dem Schwerpunkt sonderpädagogische Einrichtungen. Er erwarb 1987 die erste Staatsprüfung für das Lehramt an Sonderschulen mit den Fachrichtungen Sprachbehindertenpädagogik und Lernbehindertenpädagogik, 1988 die Diplomprüfung in Erziehungswissenschaft, 1989: die zweite Staatsprüfung für das Lehramt an Sonderschulen, 1995 die Erweiterungsprüfung für das Lehramt für Sonderpädagogik, Fachrichtung Verhaltensgestörtenpädagogik, 2000 die Promotion zum Doktor der Philosophie mit dem Hauptfach Sprachbehindertenpädagogik bei Alfons Welling und der Habilitation 2004 im Fach Sprachbehindertenpädagogik an der Universität Hamburg (venia legendi für Sprachbehindertenpädagogik). Seit 2014 ist er Professor (W2) für Erziehungswissenschaft unter besonderer Berücksichtigung der Pädagogik bei Beeinträchtigung der Sprache in der inklusiven Bildung und Erziehung in Hamburg.
Seine Forschungsschwerpunkte sind historische Konzepte der Sprachbehindertenpädagogik, ihrer Vorläufer und Nachbardisziplinen: Bezugssysteme und Erkenntnisinteressen des Konstrukts „Kindliche Aussprachestörungen“, Qualitätsmerkmale von Gutachten zur Feststellung sonderpädagogischen Förderbedarfs, Möglichkeitsbedingungen einer didaktischen Strukturierung von Sprachförderung in Therapie und Unterricht, pädagogische Konzeptualisierung von Sprachdiagnostik und Sprachförderung und Evaluation der Wirksamkeit sprachlicher Förderung unter besonderer Berücksichtigung lebensweltlicher Bedeutsamkeiten.

## Schriften (Auswahl)
- Kindliche Aussprachestörung als Konstruktion. Eine historische Analyse mit pädagogischer Perspektive. Münster 2000, ISBN 3-89325-884-1.
- Sprachbehindertenpädagogische Professionalität in der Inklusiven Schule? Fachgeschichtliche, administrative und professionalitätstheoretische Aspekte. Berlin 2013, ISBN 3-8325-3526-8.
- Sprachdiagnostik und Sprachförderung unter behindernden Bedingungen. Eine pädagogische Aufgabe. Saarbrücken 2016, ISBN 978-3-8381-5216-5.